# Charles Brookins

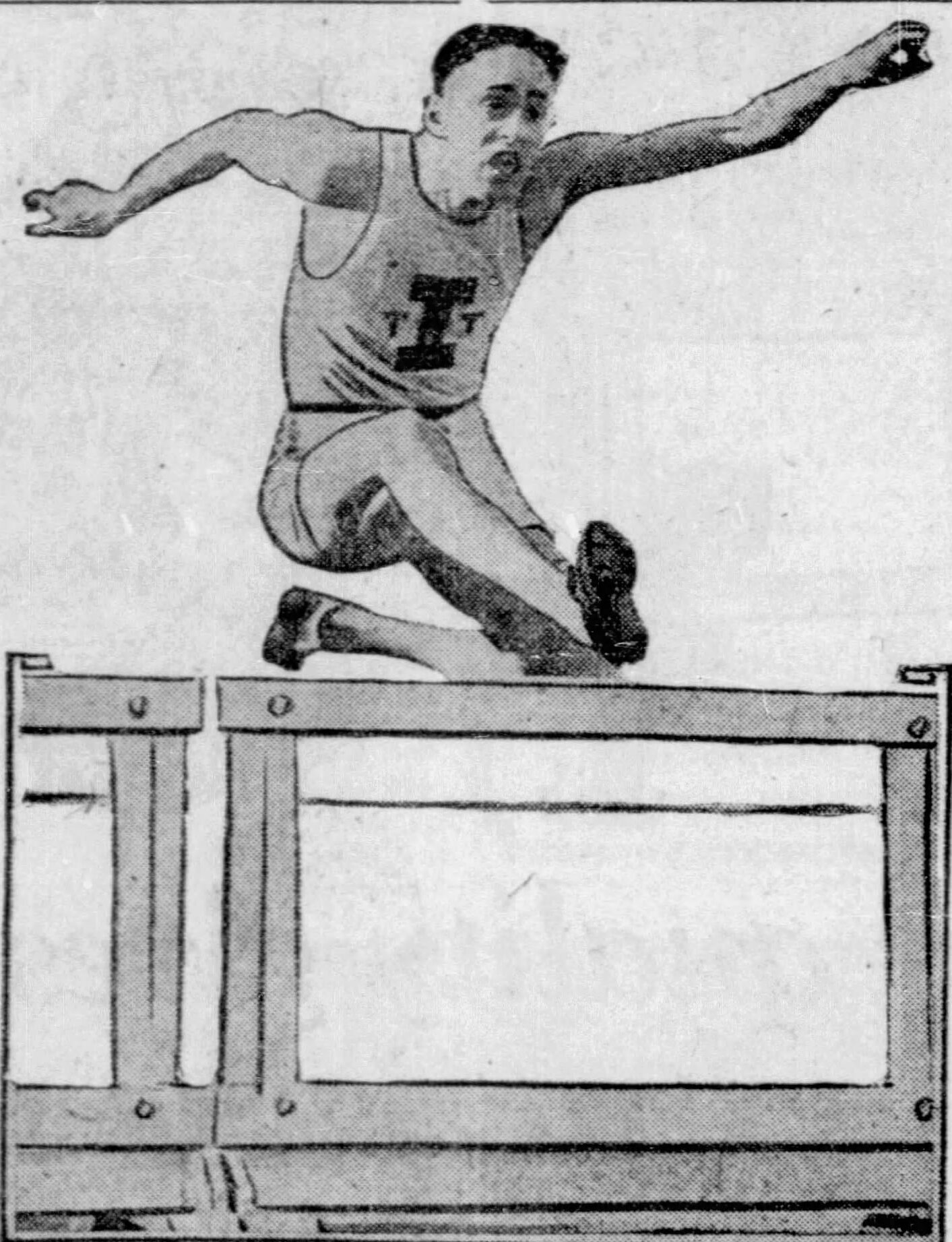
Charles R. Brookins in 1923

Charles Brookins (Charles Robert Brookins; * 17. September 1899 in Oskaloosa, Iowa; † 15. August 1960 in Des Moines) war ein US-amerikanischer Hürdenläufer.
Bei den Olympischen Spielen 1924 in Paris wurde er im Finale über 400 m Hürden wegen Verlassens seiner Bahn disqualifiziert, nachdem er als Zweiter eingelaufen war.
1923 und 1925 wurde er US-Meister über 220 Yards Hürden. In derselben Disziplin wurde er 1922 und 1923 für  die University of Iowa startend NCAA-Meister. Seine persönliche Bestzeit über 400 m Hürden von 52,8 s stellte er am 14. Juni 1924 in Cambridge auf.